# Marian Rzętała
Marian Rzętała ps. „Lot” (ur. 20 maja 1921 w Piastowie, zm. 13 stycznia 1944 w Warszawie) – łącznik i kurier Komendy Rejonu AK w Żelechowie.
Miał troje rodzeństwa. Od 1941 roku należał do organizacji konspiracyjnej w Żelechowie. Realizacji zadań konspiracyjnych sprzyjała jego praca jako listonosza w Urzędzie Pocztowym. 3 grudnia 1943 roku został aresztowany w Piastowie. Uwięzienie M. Rzętały wraz z czterema innymi żołnierzami Armii Krajowej poprzedzone było aresztowaniem (7 listopada 1943 roku w Garwolinie) Sławomira Kota (syna miejscowego nauczyciela). Rzętała poddany został torturom przez gestapowców w budynku niemieckiej żandarmerii w Żelechowie, a następnie przewieziony do Warszawy. Był więziony i torturowany ponad miesiąc w więzieniu gestapo na Pawiaku. Został rozstrzelany 13 stycznia 1944 r. w Warszawie na ulicy Górczewskiej (róg Płockiej) lub w ruinach getta wraz z: Władysławem Jaworskim (ur. 22.12.1915 r. w Piastowie), Ryszardem Witkiem (ur. 24.04.1925 r. w Piastowie), Mieczysławem Wojdą (ur. 11.06.1924 r. w Piastowie), Stefanem Pleskotem (ur. 3.07.1919 r. w Goniwilku) i Sławomirem Kotem (ur. 8.02.1925 r. w Piastowie). Nikt ze znanych „Lotowi” konspiratorów nie został więcej aresztowany.
W 1979 roku w Siedlcach odsłonięto tablicę ku pamięci pracowników siedleckich urzędów Poczty i Telekomunikacji, na której Marian Rzętała jest wymieniony wśród uczestników walk narodowo-wyzwoleńczych z okupantem hitlerowskim. 8 listopada 1980 roku w kościele parafialnym w Żelechowie odsłonięto tablicę pamiątkową poświęconą żołnierzom Armii Krajowej z rejonu Żelechowskiego. Rok później w 24 października 1981 roku, na żelechowskim cmentarzu odsłonięto pomnik na symbolicznej mogile żołnierzy AK, poległych w latach okupacji i w okresie powojennym – listę nazwisk 14 poległych żołnierzy otwiera Marian Rzętała. Podobna tablica pamiątkowa znajduje się przy kapliczce w rodzinnej miejscowości Mariana Rzętały, nieopodal miejsca, w którym się urodził i spędził lata młodości.